# Quiarol Arzú
Quiarol Lenín Arzú Flores (3 de março de 1985) é um futebolista profissional hondurenho que atua como defensor.

## Carreira
Quiarol Arzú fez parte do elenco da Seleção Hondurenha de Futebol nas Olimpíadas de 2008.